# Parallelia forceps
Parallelia forceps är en fjärilsart som beskrevs av Kobes 1985. Parallelia forceps ingår i släktet Parallelia och familjen nattflyn. Inga underarter finns listade i Catalogue of Life.